# Rheum darvasicum
Rheum darvasicum är en slideväxtart som beskrevs av Titov och Los.-losinsk.. Rheum darvasicum ingår i släktet rabarbersläktet, och familjen slideväxter. Inga underarter finns listade i Catalogue of Life.